# Crosscut
Crosscut é uma banda alemã de new metal formada em 1992.

## Integrantes

### Membros
- Frank Holtmann - guitarra e vocal
- Holger Czysch - bateria
- Sami Bouhari - baixo
- Timo Zilian - vocal

### Ex-membros
- Patrick Sommer - vocal
- Christian Bußmann - baixo
- Björn Wolf - DJ

## Discografia

### Demos
- 1997: Mindgroove

### EP's
- 2000: Spit the Fire

### Álbuns
- 2001: God Given Time
- 2003: Nonesizefitsall
- 2004: Director´s Cut

### Singles
- 2000: "Unbelievable"
- 2000: "Spit the fire"
- 2003: "Radio Pilot"
- 2003: "Know Your Guns"
- 2004: "Parade Of Clones"
- 2005: "Focus"